# Rixheim
Rixheim è un comune francese di 13 451 abitanti situato nel dipartimento dell'Alto Reno nella regione del Grand Est.

## Società

### Evoluzione demografica
Abitanti censiti

## Amministrazione

### Gemellaggi
- San Vito al Tagliamento